# جنيفر والدن
جنيفر والدن (بالإنجليزية: Jennifer Walden)‏ هي جراحة تجميل ‏ أمريكية، ولدت في 17 نوفمبر 1971 في أوستن في الولايات المتحدة.